# 在日認定
在日認定（ざいにちにんてい）とは、特定の日本人を、客観的な根拠に基づかず、在日韓国・朝鮮人をはじめとした韓国系の人物と認定したり、疑惑をかけたりする行為。二種類あり、韓国人は優秀な日本人に対して、日本人は劣悪とみなした日本人に対して、在日認定を行う。韓国人認定・韓国人説・在日説とも呼ばれる。

## 概要

### 韓国人による在日認定

#### 民族主義型
一部の韓国人は「日本人は劣等なのだから、優秀な人物は（在日）韓国人であるはずだ」という論理に基づき、優秀な日本人に対して在日認定を行う。特に、容姿端麗な芸能人や活躍したスポーツ選手などの有名人が対象であり、その功績を韓国人に帰属させようとする試みである。韓国起源説の一種であり、小中華思想や韓民族優越主義に起因する。本来の在日認定の意味はこちらである。
また、類似する行為として「ハーフ認定（混血認定）」があり、諸事情により韓国人認定が不可能とみなされた場合に行われる。当該人物を小中華圏の外（主に欧米圏）に帰属させることで、対日劣等感を解消しようとする試みである。

#### アイデンティティ型
一部の在日コリアンは「在日同胞であってほしい」「在日の中からヒーローが出てほしい」という願望に基づき、著名な日本人に対して在日認定を行う。当該人物を在日コリアンの英雄と思い込むことで、「在日」としてのアイデンティティを見出そうとする試みである。日本では差別され、韓国ではパンチョッパリ（半日本人）と揶揄され、板挟みだった在日コリアンの境遇に起因する。同胞認定とも呼ばれる。

### 日本人による在日認定

#### 民族主義型
ネット右翼や極右は「日本人は善良なのだから、劣悪な人物は（在日）韓国・朝鮮人であるはずだ」という論理に基づき、劣悪とみなした日本人に対して在日認定を行う。特に、犯罪者や不祥事を起こした人物が対象であり、その悪評を韓国・朝鮮人に帰属させようとする試みである。自民族中心主義に起因する。国籍透視とも呼ばれる。韓国人と日本人による在日認定の対象は正反対であるが、本質的には民族主義に基づく行為であるという点で共通しており、差別の一種である。

#### アイデンティティ型
ネット右翼や極右は自身の意に沿わない政治的言動をした人物（主に政治家）に対して在日認定を行う。「在日」という言葉が「非国民」「売国奴」「反日」といった意味のスラングとして使われており、在日のレッテルを貼ることで、当該人物を攻撃・排除しようとする試みである。「日本人」であることしか誇るものがないネット右翼のアイデンティティに起因する。反日認定とも呼ばれる。
また、2022年より、対義する行為として「壺認定」が急増した。極左が自身と政治思想の異なる人物（主に政治家）に対して、旧統一教会（世界平和統一家庭連合）と関係があると勝手に認定する行為である。壺認定の名称は、旧統一教会が霊感商法で壺を売っていたことに由来する。統一教会認定とも呼ばれる。

### ネット上における在日認定
近年では、個人サイト・5ちゃんねる・Yahoo!知恵袋・Twitterなどのネット上で、韓国人・日本人がそれぞれの「韓国人であってほしい」人物に対して、頻繁に韓国人説を流布している。その根拠の大半が確証バイアスによるこじつけや、公式の出典がない捏造である。そのような韓国人説を提起するサイトが検索上位に表示されたり、特定の人物の関連・サジェストキーワードに「韓国（人）」「朝鮮（人）」「在日」「国籍」「ハーフ」などの単語が浮上したりするなど、ネット上におけるデマの拡散が社会問題になっている。

### 在日認定への対処
在日認定は多重質問の誤謬に類似する行為であり、一方的に認定する側が有利で、認定される側は否定しても無視しても不利になる。在日認定を行う韓国人・日本人は当該人物の韓国人説を蔓延させることで、「これほど優秀・劣悪だから、韓国人説が出るのは当然である」と民族主義的な優越感を満たしている。そして、認定された本人が反論した場合は、韓国人説の存在を公的に認めてしまうことになる。特に、ネット右翼や極右によるレッテル貼りに反論した場合には、「在日と呼ばれるのを嫌がるということは差別主義者である」と攻撃される。また、沈黙した場合は、「反論しないということは在日決定である」と再び在日認定される。そのため、在日認定への対処は様々であるが、反応しないことが一般的である。

## 事例

### 韓国人による在日認定

#### 在日韓国人による在日認定
かつては在日社会で行われていたが、近年ではネット上で「〇〇（芸能人）は韓国人」のような個人サイトが立ち上げられている。
- 金守珍はワンコリアフェスティバルで「在日に違いない。半分は疑いながらも、そう信じていた。僕ら小学校時代から高校まで、『強い人』はみんなコリアンにしてきたんですよ。今でも朝鮮学校に行ってる子供はそうですよ」と発言し、それに対して前田日明は「親父たちの世代の言うこと聞いていると、ゴジラもウルトラマンも、全部コリアンということになる」と応じ、朴慶南は「アハハハ。そう、そう」と賛同した。続けて、金守珍は「そうあってほしいという願望があるんです。在日はよくスポーツ選手や芸能人のことを、『あの人もコリアンらしい』などと言いますよね」と発言した[5]。
- 前田日明は2005年11月23日放送のテレビ朝日『ワイド!スクランブル』で、優秀な人物を見るとすぐに「あれは在日」と主張する在日認定が頻繁に在日社会で行われていると断じ、「ウチらの年寄りは何でも韓国人にしたがるんです」「優秀な人を見たら在日だって」「うちのおばあちゃんはカール・ルイスは在日だと言っていた」「山本晋也監督は在日だってウワサが結構ありますよ」と証言した[14]。
- 金村義明は著書『在日魂』で、母親の発言として「歌番組を見ていても、『この人、絶対、朝鮮人やで、根性あるもの』といった具合。そのうち、根性がありそうな芸能人がテレビに出てくると、あれもそや、これもそや、ということになり、しまいには田中角栄まで在日だということになってしまった。『あの人は小学校しか出ていないのに、総理大臣になった。根性ある。絶対、朝鮮人や』というわけである」と回顧している[15]。
- 朴一は「在日韓国・朝鮮人の未来と人権」研究集会の分科会で「『えっ、高倉健が在日?』あの人は日本人の代名詞みたいな人ですよね。高倉健と聞いたら日本人というイメージがあるんですが、もし高倉健が在日朝鮮人だとしたら、おそらくHタイプでしょう。私は本当かどうか知りませんよ。そういう噂はどこからとなく流れてきますよね。私も昔、大学へ入ったとき、『アラン・ドロンは在日朝鮮人よ』と先輩から聞きましたが（爆笑）」と発言した[16]。
- 朴一は著書『僕たちのヒーローはみんな在日だった』で、沢田研二について「グループサウンズ出身の人気男性歌手S・K」とイニシャルながらも、「在日コリアンの歌手」と言及した[17]。過去に「李花幻」というペンネームで作詞・作曲していたことも誤解を招くきっかけとなった。しかし、沢田は著書『我が名は、ジュリー』で、戸籍謄本のコピーを掲載しており、日本人である[18]。

#### 韓国メディアによる在日認定
かつては韓国メディアで行われていたため、その記事が発端となり、現在までデマが拡散され続けている事例もある。
芸能人に対する在日認定
- ヘラルド経済が玉山鉄二について「韓国系日本人だという事実が遅れて明らかになった」「韓国訪問が何回目かという質問に、玉山鉄二は『3年ぶりに"母国"を再び訪れた』と答えた。ところで『母国』とは。不慣れな発音で『父』『母』『祭司』などの韓国語の単語を駆使してみせた鉄二は『父が韓国人』と明かした」と報道した[19][20]。
- uKopiaが赤西仁について「赤西はこれまで韓国系ではないのかという話がしばしば回った。主に韓国ファンたちがこのような推測を多くした。顔の輪郭や顔付きが典型的な日本人でなく韓国の人のように見えるという理由からだ。赤西の顔に歌手セブンとヨンウン・ジェジュンのイメージがあるという主張が出てきた。その上、一部韓国ファンたちは赤西が汁物を飲む時、日本人のようにお椀を口に持ってきて飲まず、食卓に置いたまま汁物を匙ですくって飲むという食文化的根拠まで提示したことがある。韓国歌謡が好きで実際にしばしば歌ったりもする赤西だが、もし韓国系であっても最後までその事実を明らかにしないこともある」と報道した[21]。
- 中央日報が「中国の黒竜江日報が発行する生活報11日の報道によると、中国大衆にもよく知られた日本のトップ歌手山口百恵は韓国人の父をもつ韓国系であると紹介された。山口百恵は1959年、韓国人の父と日本人の母の間に生まれたが、親が離婚してから母親の姓を名乗り、母と一緒に日本人として生活してきた」と報道した[22]。しかし、山口は『創』1986年5月号の「"山口百恵、韓国ルーツ説"の真相を追う」で、その出自を検証されており、日本人である[23]。
- オーマイニュースが「山口百恵も韓国系という噂が根強く回っている」「木村拓哉の妻である工藤静香も韓国系として知られている」と報道した[24]。
- 朝鮮日報が布施明について「在日同胞出身として知られる布施明」とし、布施とその元妻であるオリヴィア・ハッセーの息子について「韓国の血統であるマックス」と報道した[25]。
- 毎日新聞 (韓国)が「日本最高の演歌歌手の美空ひばりも生涯韓国出身であることを隠して生きてきたが、死亡直前に韓国人だという事実を明かした」と報道した[26]。しかし、美空は著書『スター誕生 ひばり・錦之助・裕次郎・渥美清そして新・復興期の精神』や『笑日韓論』の「美空ひばりは韓国人」で、その出自を検証されており、日本人である[2][6][注 7]。

スポーツ選手に対する在日認定
- 1998年3月11日付スポーツ朝鮮が「ワールドカップ日本代表の中田英寿は韓国系3世」と報じたが、同4月11日付で「この記事は、在日同胞社会で広がった噂をもとに、正確な証明資料もないまま作られた推測記事だった」と訂正・謝罪した[27]。2002年にも中央日報が中田英寿に対して「（韓国で）あなたが韓国系だという噂があるが？」との質問を行い、「そんな話は聞いたことがない」と中田本人から否定されている[28]。さらに、2009年にもトータルサッカー/Daumが中田英寿へのインタビューで「一部の韓国人は、あなたが韓国系だと信じている」と質問し、中田本人から「私も聞いて知っている。しかし、おそらく事実ではないと思う。私は日本のパスポートを持っているし、両親は二人とも日本人だ。だから私も日本人じゃないか」と否定されているにもかかわらず、「編集者注：ある日本のサッカー関係者の伝言によると、日本のサッカー界内でも中田の祖父が韓国系だという噂が事実として受け入れられているという」と報道した[29]。
- 中央SUNDAYが、小笠原道大が「『韓国人』選手から韓国系選手になったのは2003年のことだ。札幌で開かれた2004アテネオリンピックの予選を前に、日本代表の長嶋茂雄監督のしつこい説得で帰化した」とし、続けて、星野仙一も「数年前にNHK解説委員に志願した際、履歴書に『韓国系』と書いたという」、松井秀喜も「曾祖父が韓国人として知られ」、清原和博も在日同胞であると報道した[30]。
- ヘラルド経済が「小笠原道大も韓国系としてよく知られている。韓国国籍を保持していたが、2003年に札幌で開かれた2004年アテネオリンピック予選に出場するために帰化した」とし、続けて、清原和博も韓国系であり、「斉藤和巳も2003年に日本に帰化したことで知られている」「林昌範も韓国系だと知られて関心を集めている」「他にも日本野球の英雄の長嶋茂雄、星野仙一なども韓国系という説が公然の事実として知られている」と報道した[31]。
- OSEN/NAVER スポーツが、稲尾和久が死去した際に「韓国系として知られ、韓国に来て我が国の選手の指導もした稲尾」と報道した。この記事の中で、姜秉徹韓国ロッテ・ジャイアンツ元監督は「稲尾さんに関して韓国系という噂が流れ、本人がこれを正式には明らかにしなかったが、骨格やスタイルから見て韓国系だと誰も分かっていた」と発言した[32]。
- スポーツソウルが「『原辰徳』を私たちの発音そのまま読むと『원진덕 （ウォン・ジントク）』」となることから、「巨人の原辰徳監督は『韓国系』という噂が流れていた」とし、「イ・スンヨプが『原監督にシーズン中にこっそり韓国系かと聞いてみたところ、違うって言ってましたよ』という話を伝えた」「もちろん、原監督がたとえ韓国系だとしても明かさなかった可能性もあるが、原自身は『事実無根』と話したという」と報道した[33]。
- デイリーアンが安藤美姫について「根拠のない噂も飛び交っている。代表的な噂が世界フィギュア選手権チャンピオン安藤美姫が在日韓国人3世という説だ。安藤美姫の父親が韓国人の両親の間に生まれた在日韓国人2世だという。一部では、安藤美姫という名前自体も珍しいとし、韓国の姓の『アン』、名前の『ミヒ』を『安藤美姫』に改名したのではないか、という主張を展開した。美姫は日本で在日韓国人が経験する差別をよく知っているため、幼い時に日本式の名前に変えたというのだ。（中略）しかし、安藤美姫が在日韓国人3世という説は、とんでもない噂だという反論もある。（中略）安藤美姫が地元日本人か、在日韓国人3世かは当事者だけが知っている」と報道した[34]。これに対して安藤は朝鮮日報のインタビューで「親せきの中に韓国人はいません。わたしが韓国人だと期待していた方々には申し訳ないですが」と否定している[35]。
- デイリーアンが「韓国在住の日本人留学生は『（安藤美姫について）スマップメンバーの木村拓哉（夫人韓国系工藤静香）、サッカースターの中田英寿などと共に在日同胞説の濃厚な選手』とし」と報道した[36]。

その他の著名人に対する在日認定
- 東亜日報の論説委員・金忠植が著書『悲しい列島－永遠の異邦人四百年の記録』（ヒョヒョン出版）で、壬辰の乱直後の1598年に日本に連れて来られた陶工の沈寿官家門の14代子孫をインタビューする過程で、佐藤栄作・岸信介・安倍晋三は韓国系と明らかになったという根拠が乏しい発表をした。それをプレシアンが「安倍晋三官房長官が壬辰の乱以後、朝鮮から日本に渡った韓国人の子孫であることが明らかになって注目されている」「岸総理と佐藤総理はもちろん安倍長官にも韓国人の血統が混じっているわけだ。これと共に安倍長官の父親で同時に80年代4期連続日本外相を引き受けた安倍晋太郎にも韓国系が多い山口県出身という事実は、安倍に韓国人の血が濃く流れていることを傍証する。『対韓半島タカ派の先頭走者が韓民族後裔だなんて』金委員は本で『日本総理の靖国神社参拜を積極支持する人物に韓半島血統が伝えられているということはまことに問題だ』と言った」と報道した[37]。また、中央日報は、世界日報で日本の『週刊朝日』2006年10月6日号「安倍晋三研究－家政婦が見た安倍、岸3代」の記事が掲載されたと紹介した。その『週刊朝日』の記事の中で、岸と安倍の家門で家政婦として40年を過ごした久保ウメが「パパ（安倍元外相）は誰にも言えないことを私には言ってくれた」「（安倍元外相死去直後）入棺のとき、この人の骨格を見ながら本当に日本人の物ではないと思った」「頭からつま先までまっすぐに横になっていたが、完全に韓国人の体形だ。（安倍元外相）自らも『私は朝鮮（人）だ。朝鮮』と言っていたが、この人は朝鮮人だと思った」と語ったと報道した[38]。

### 日本人による在日認定

#### 犯罪者に対する在日認定
凶悪事件が報道されると、ネット上で「〇〇（犯人）は韓国・朝鮮人」のようなコメントが書き込まれる。
- 2019年10月31日に首里城が火災した際に、ネット上で「在日朝鮮人の仕業」という投稿が相次いだ[39]。
- 相模原障害者施設殺傷事件を起こした植松聖について、Twitterで「犯人の名前は韓英一だ（在日韓国人だ）」とするデマが広がった[40]。
- 安倍晋三銃撃事件が発生した際に、Twitterで「犯人は在日」という投稿が拡散された[41]。

#### 政治家・著名人に対する在日認定
基本的にはネット上で行われるが、雑誌をはじめとした他の媒体や場所で行われた事例もある。
政治家に対する在日認定
- 花岡信昭は『WiLL』2006年5月号で「拉致実行犯辛光洙釈放を嘆願した“社民党名誉党首”」と題した記事を執筆し、土井たか子について「土井氏は知る人ぞ知ることではあるが、本名『李高順』、半島出身とされる」「そのことが、土井氏の拉致事件を見る目を曇らせたのか」と言及した[42]。その後、『WiLL』は土井から提訴され賠償を命じられた（詳しくは後述）[43]。
- 屋山太郎は2019年2月6日付静岡新聞で「ギクシャクし続ける日韓関係」と題したコラムを執筆し、「徴用工に賠償金を払えということになっているが、この訴訟を日本で取り上げさせたのは福島瑞穂議員。日本では敗訴したが韓国では勝った。福島氏は実妹が北朝鮮に生存している。政争の具に使うのは反則だ」と言及した。静岡新聞は同2月9日付で、屋山の当該記述について「いずれも事実ではありませんでした。おわびして訂正します」と訂正・謝罪した[44]。その後、屋山は福島から提訴され賠償を命じられた（詳しくは後述）[45]。
- 清水馨八郎は2010年1月25日付國民新聞で「小沢一郎は済州島出身」と題したコラムを執筆し、「土井たか子は本名李高順と言いその弟子福島瑞穂は趙春花で日本人ではない。顔立ちもよく見ると韓人である事が分かる」「小沢一郎の母は済州島出身で」「菅直人も小沢と同じ済州島出身だ」と言及した[46]。
- 石原慎太郎は2010年4月17日の外国人地方参政権付与などに反対する地方議員有志らの会で、会場の中に帰化した人やその子供だという議員はいるかどうかと質問した上で、「与党を形成しているいくつかの政党の党首とか、大幹部は多い」「ご先祖への義理立てか知らないが、日本の運命を左右する法律をまかり通そうとしている」と言及した。これに対して福島瑞穂は同4月19日の記者会見で「私も私の両親も帰化した者ではありません」と反論した[47][48]。
- 細野豪志はTwitterで「うるさい在日」と呼ばれた。これに対して細野は「これまで沈黙してきましたが、こういうツイートはやめていただきたい。私は先祖からの日本人ですが、在日の人たちを卑下するかのような表現は、少なくとも私のツイッターのやり取りの中で見過ごすことはできません」と反論した[49]。
- 河野太郎は、自身を在日認定したウェブサイトを拡散したTwitterユーザーに対して、「謝罪と削除が速やかに行われない場合は、法的措置も検討します」と宣言した[50]。

著名人に対する在日認定
- 桑田佳祐は、一部の楽曲やパフォーマンスがネット上で曲解されたり、自身の意図に反する形で特定の思想を持つ人物・団体・メディア・国家に歌詞やパフォーマンスが政治利用されたことが原因で、実際の思想信条及び民族的立場に反して在日認定されたことがある[51][52]。

桑田は自身が日本人である事を公言しており、日本の文化・日の丸・君が代を肯定する意思を明かしている。また、桑田は生まれ育った日本への愛情や誇りを表現し続けてきたこともあり、曲解やデマに対しては「それこそが都合のいい解釈です」「『反日だ』『お前は日本人じゃない』と言い出す方がいるのは本当に残念ですし、明確に否定させていただきます」と語り、一蹴している。なお、著書『ポップス歌手の耐えられない軽さ』には妻の原由子によるあとがき「女房の日記」が収録されており、その中で桑田の正確な出自が記載されている。
- 三木谷浩史はTwitterで在日かどうか質問された。これに対して三木谷は「いつもくだらないこと、聞かれますげど、僕は生粋の日本人ですが、もし在日なら何か問題あるの？」と反論した[49]
- 吉本興業に所属する星田英利は、Twitterで「在日吉本」と呼ばれた。これに対して星田は「在日吉本って？真面目に言うとる？マネージャー経由で弁護士に連絡したよ。よろしく」「あのね、日本人やけど、『在日』って言う言葉に何の不快も無いよ。その言葉を差別的に使うのが許されへんだけ」と反論した[59]。
- 8.6秒バズーカーは、自身のリズムネタ「ラッスンゴレライ」が曲解され、「在日だから日本が嫌いなのではないか」と中傷された。これに対して田中シングルは「これもよく言われた。僕らは両親とも日本人でパスポートを出したりもしたが、それは反映されない。僕らが『在日ではない』という言い方をすると在日の方々に失礼にあたるし、デリケートな部分なので強く言うところではないと。日本人だという事実を話しても、そこは広まらない」と苦悩を語った[60]。
- DHC創業者の吉田嘉明は同社の公式サイトに「サントリーのCMに起用されているタレントはどういうわけかほぼ全員コリアン系日本人です。そのためネットではチョントリーと揶揄されているようです。DHCは起用タレントを始め、すべてが純粋な日本人です」と掲載した。これに対して古谷経衡は「商品性能の優劣にまったく関係のない民族差異を持ち出して、在日コリアンを日本人の下位に置き、『よって純粋日本人を起用している自社は優秀である』と記述し、サントリー呪詛で締めくくっているのである。これが差別文章だとして大問題になっているのは当然のことだ」「そもそも、サントリーのCM等に起用されているタレントはほぼ全員コリアン系日本人である、という事実自体が存在せず、在日コリアンへの蔑称である『チョン』をもじった『チョントリー』と表記している自体、差別を意図とした異常な文章構成であることは明白で、理論的整合性が皆無である」と反論している[61]。吉田はDHC会長退任後も自身が代表を務める通販会社「大和心」のホームページに「楽天の会長三木谷さんは、お顔の特徴から、しばしば在日の疑いがかけられていますが、ご自身自らが頑なに否定しておられるので、あなた自身でご判断ください。ヨドバシカメラの社長藤澤さんも、ヤフージャパンの社長川邉さんも、『在日通名大全』によると、100％の朝鮮系とされています」と同業他社の経営者に関する根拠不明の情報を載せている[62]。

### その他の在日説
- 木下優樹菜は、ネット上で「『朴優樹菜』が本名で在日韓国人」という説が拡散されていた。これに対して木下はアパレル店員をしていた10代の頃、雑誌の撮影を受けた際の出来事として[63]「もともと字汚いし、テキトーに書いちゃったの、（プロフィールの）『木下優樹菜』を。そしたら、『木』と『下』の字がつながって、『朴』になっちゃったみたいな」と語り、「下町生まれのお母さんとお父さんから生まれた、下町育ち下町生まれの江戸っ子の木下優樹菜でございます」「（親族には）誰も（韓国の）血が入ってない」と反論した[64]。
- 草彅剛は、2001年から放送が始まったフジテレビ系列『チョナン・カン』で、韓国での芸能活動の様子が紹介された際に、数カ月で韓国語をマスターしたことから在日疑惑が浮上した[65]。実際は秋田県出身の父と愛媛県出身の母の間に生まれた日本人である[66][67]。

## 裁判
在日認定に関連する民事訴訟の判決では、原告に関する虚偽の氏名や出身地を記述した場合は、名誉感情・人格的利益の侵害にあたり、国会議員としての社会的評価を低下させた場合は、名誉毀損にあたるとして、被告に損害賠償を命じている。
- 花岡信昭は『WiLL』に掲載した記事の中で、土井たか子を在日認定した（詳しくは前述）。これに対して土井側は「事実無根の捏造記事で、土井氏に対する取材に基づかない一方的な推測で作成したものだ」と反論し[68]、『WiLL』発行元のワックと編集長花田紀凱らに1000万円の損害賠償と全国紙への謝罪広告の掲載を求めて提訴した[69]。この判決に先立ち、花田は『WiLL』2008年11月号で、花岡の当該記述を虚偽と認め、「土井たか子氏及び関係各位に深くお詫びいたします」と謝罪した[70]。

神戸地裁尼崎支部（竹中邦夫裁判長）は「原告が、日本以外の本国の利益を優先して、日本国民の安全などの利益を蔑ろにするという日本の政治家としてあるまじき行為をしていたかの印象を与えるものであって、原告の社会的評価を低下させることは明らかである」と名誉毀損を認めた。続けて、「本件記載が氏名や出身地について価値中立的な事実を摘示するものであるとしても、明らかに虚偽の事実を記述するものである以上、本件記載は原告の名誉感情や人格的利益を侵害するものということができる」と指摘した。また、「裏付け取材を行わず全く虚偽の記載をした」として、ワックと花田らに200万円の賠償を命じる判決を下した。謝罪広告の掲載請求は棄却した。その後、大阪高裁（大和陽一郎裁判長）は一審判決を支持し、被告の控訴を棄却した。最高裁判所第3小法廷（田原睦夫裁判長）も一審・二審判決を支持し、被告の上告を棄却し、土井の勝訴が確定した。
- 屋山太郎は静岡新聞に掲載したコラムの中で、福島瑞穂を在日認定した（詳しくは前述）。これに対して福島側は「まるで身内を利するために、政治活動を行なっていたかのような印象を読者に与える」「全国民の代表たる地位や政党の要職者たる立場を踏みにじり、社会的評価を著しく低下させるもの」「そもそも妹はいない」と反論し、屋山に330万円の損害賠償を求めて提訴した。

東京地裁（沖中康人裁判長）は「国会議員が身内のために政治活動をしているとの印象を与え、社会的評価を著しく低下させる」と名誉毀損を認めた。また、「新聞という多数の読者が想定され、信憑性が高いとされる媒体に掲載された」ことや、「その真偽を調査・確認することなく」執筆されたことなどから、屋山に330万円の賠償を命じる判決を下した。